# Comfortzone
De comfortzone is een psychologische toestand waarbij een persoon zich op het gemak voelt, controle heeft en weinig stress en angst ervaart. In de comfortzone is het leven voorspelbaar en is een constant prestatieniveau mogelijk. Om persoonlijke groei te bereiken is het echter van belang om regelmatig buiten deze comfortzone te treden omdat hier leerervaringen worden opgedaan.

## Beschrijving
De Amerikaanse onderzoekspsycholoog Brené Brown beschreef de comfortzone als een gedragstoestand waarin een persoon opereert in een angstneutrale omgeving waar een minimum aan onzekerheid, schaarste en kwetsbaarheid. De persoon gelooft hierbij genoeg toegang te zullen hebben tot basisbehoeften zoals liefde, talent, tijd, voedsel, bewondering en controle.

## Buiten de comfortzone
De psycholoog Robert Yerkes kwam met de theorie dat mensen optimaal presteren en leren wanneer ze in enige mate uit de comfortzone treden. Dit kan zowel op het werk, in de sport of in sociale interactie zijn. Hij gaf aan dat, wanneer iemand een bepaalde mate van stress, ongemak of angst ervaart, de prestaties beter worden. De persoon komt dan in de optimale prestatiezone en kan in een flow komen. Echter wanneer iemand te ver buiten de comfortzone treedt wordt de angst te groot en blokkeert iemand of weet zich geen raad meer. Dit wordt de paniekzone genoemd. Het is dus zaak om stapsgewijs de prestatiezone te vergroten en daarmee groeit de comfortzone vanzelf mee.
Een alternatief model gaat uit van het omgekeerde en onderscheidt vier zones. Hierbij wordt er vanuit gegaan dat wanneer iemand slechts kleine stappen buiten de comfortzone treedt juist in de angstzone terecht komt en niet aan leren toekomt. Kleine stappen lijken dus veilig maar zijn juist verraderlijk.
- De comfortzone: Hier voelt iemand zich op veilig terrein. Er is geen sprake van leren of groeien.
- De angstzone: Hier is men te afhankelijk van andermans goedkeuring, bang om fouten te maken. Mensen hebben hier vaak allerlei excuses om uit te leggen waarom iets niet gelukt is.
- De leerzone: Hier worden de echte uitdagingen aangegaan. De comfortzone groeit mee.
- De groeizone: Hier komt de ambitie in het spel en worden nieuwe doelen gesteld. Vaak vindt men het niet erg als er fouten gemaakt worden omdat dit nuttige leerervaringen zijn.